# Per Kulling
Per-Erik Jacob Kulling, född den 20 mars 1944 i Västerviks församling i Kalmar län, död den 29 maj 2013 i Adolf Fredriks församling i Stockholm, var en svensk läkare och medicinalråd.
Kulling studerade medicin vid Karolinska institutet. Efter specialistutbildning arbetade han som narkos- och intensivvårdsläkare och tog 1970 medicine licentiat-examen. År 1982 blev han överläkare vid Giftinformationscentralen (GIC), där han verkade till 1999 och kom att spela en exceptionell roll i GIC:s utveckling. Under denna tid var han också verksam i Katastrofmedicinska organisationskommittén. Han organiserade därtill ett omfattande stöd till giftinformationscentraler i Baltikum och var ledamot av styrelsen för den europeiska föreningen för klinisk toxikologi.
År 1999 anställdes Kulling som chef för Enheten för krisberedskap vid Socialstyrelsen, med titeln medicinalråd. I denna egenskap lade han ned ett stort arbete på att samordna den svenska insatsen vid tsunamikatastrofen 2004. Åren 2008–2010 var han för Socialstyrelsens räkning placerad vid Europeiska kommissionen i Luxemburg.
Per Kulling invaldes 2003 som ledamot av Kungliga Krigsvetenskapsakademien. Han är begravd på Norra begravningsplatsen utanför Stockholm.